# F.A.M.E. Award

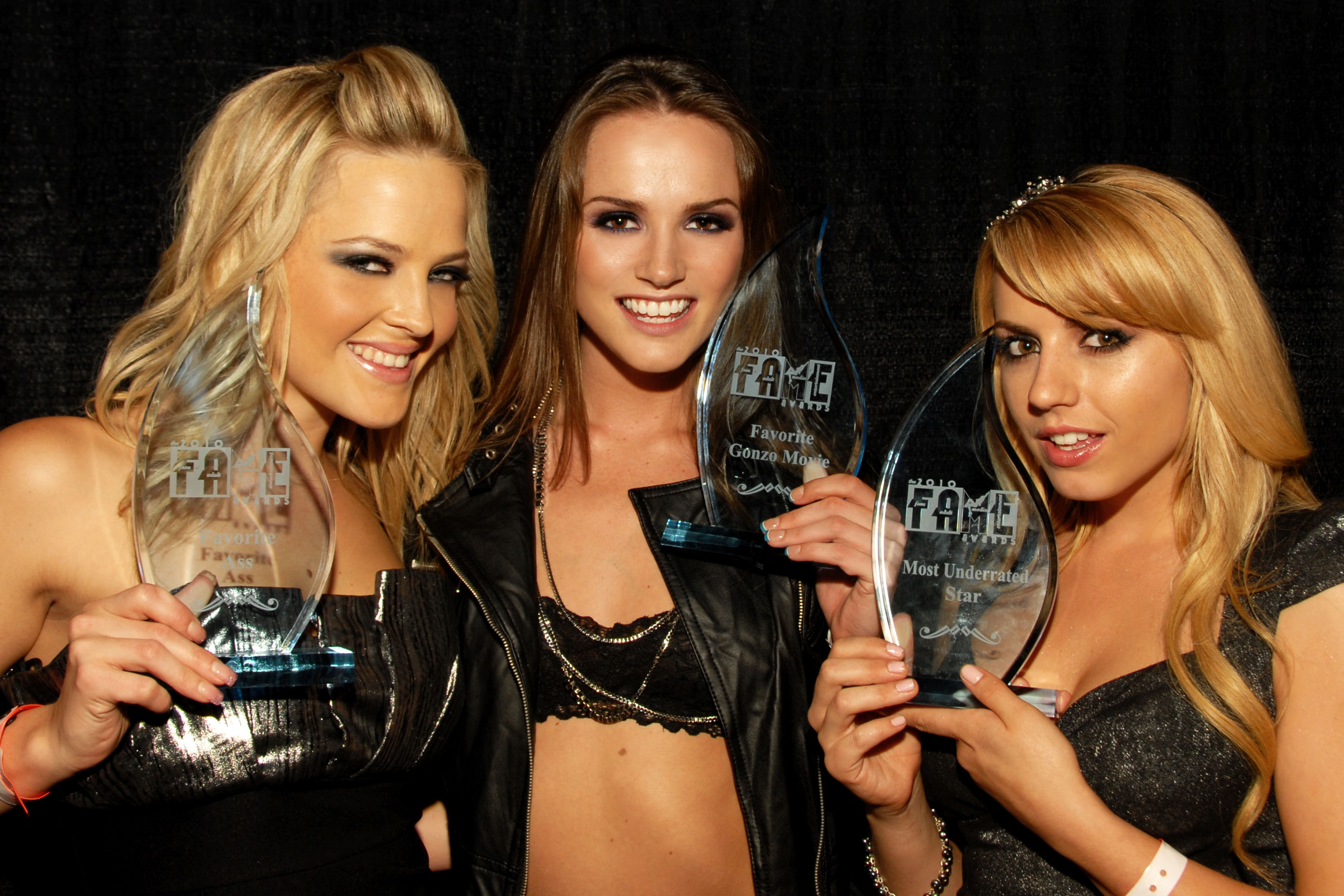
Alexis Texas, Tori Black und Lexi Belle bei den F.A.M.E. Awards 2010

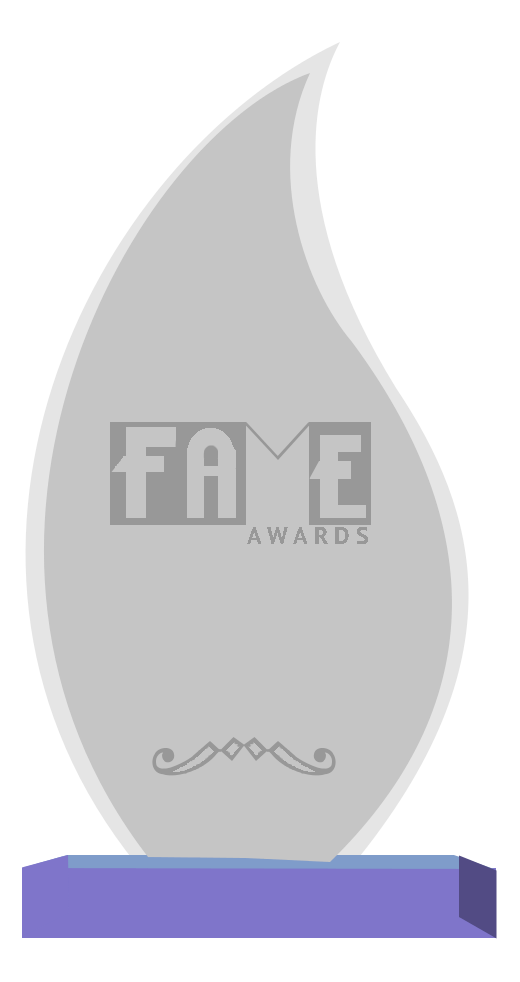
F.A.M.E. Award

Die Fans of Adult Media and Entertainment Awards, kurz F.A.M.E. Awards, wurden im Jahre 2006 durch Genesis, Adam & Eve, WantedList.com und AVN.com ins Leben gerufen. Die Awards waren ein Publikumspreis und wurden bis 2010 während der „Erotica LA Show“ in Los Angeles verliehen.

## Gewinner
|                                | 2006                                     | 2007                 | 2008             | 2009                            | 2010                        |
| Favorite Female Starlet        | Jenna Jameson                            | Tera Patrick         | Tera Patrick     | Tera Patrick                    | Tori Black                  |
| Favorite Male Star             | Ron Jeremy                               | Randy Spears         | Evan Stone       | Evan Stone                      | Evan Stone                  |
| Favorite Oral Starlet          | Carmen Luvana                            | Jenna Haze           | Penny Flame      | Jenna Haze                      | Sasha Grey                  |
| Favorite Anal Starlet          | Taylor Rain                              | Courtney Cummz       | Jenna Haze       | Belladonna                      | Jenna Haze                  |
| Favorite Breasts               | Stormy Daniels                           | Stormy Daniels       | Ashlynn Brooke   | Stormy Daniels                  | Sunny Leone                 |
| Favorite Ass                   | Jenna Haze                               | Teagan Presley       | Gina Lynn        | Teagan Presley                  | Alexis Texas                |
| Hottest Body                   | Jenna Jameson                            | Jesse Jane           | Jesse Jane       | Jesse Jane                      | Alexis Texas                |
| Favorite Female Rookie         | Alektra Blue und Brandy Talore (geteilt) | Amy Reid             | Bree Olson       | Tori Black                      | Lupe Fuentes                |
| Favorite Feature Movie         | Pirates                                  | Island Fever 4       | Babysitters      | Pirates II: Stagnetti’s Revenge | 2040                        |
| Favorite Gonzo Movie           | Belladonna: No Warning                   | Jenna Haze Dark Side | InTERActive      | Lex the Impaler 3               | Tori Black Is Pretty Filthy |
| Favorite Celebrity Sex Tape    |                                          |                      | 1 Night in Paris |                                 |                             |
| Favorite Director              | Jules Jordan                             | Jules Jordan         | Stormy Daniels   | Belladonna                      | Jules Jordan                |
| Dirtiest Girl in Porn          | Taryn Thomas                             | Belladonna           | Hillary Scott    | Jenna Haze                      | Jenna Haze                  |
| Favorite Studio                |                                          | Vivid Entertainment  | Evil Angel       | Brazzers                        | Vivid Entertainment         |
| Favorite Performer of All Time |                                          | Jenna Jameson        |                  |                                 |                             |
| Favorite Underrated Star       |                                          |                      | Brooke Haven     | Daisy Marie                     | Lexi Belle                  |
| MILF/Cougar Star               |                                          |                      |                  |                                 | Lisa Ann                    |